# Jabari Bird
Jabari Carl Bird (Vallejo, 3 luglio 1994) è un cestista statunitense.

## Carriera
È stato selezionato dai Boston Celtics al secondo giro del Draft NBA 2017 (56ª scelta assoluta).

## Statistiche

### College
| Anno      | Squadra         | PG  | PT | MP   | TC%  | 3P%  | TL%  | RP  | AP  | PRP | SP  | PP   |
| --------- | --------------- | --- | -- | ---- | ---- | ---- | ---- | --- | --- | --- | --- | ---- |
| 2013-2014 | Calif. G. Bears | 31  | 12 | 20,0 | 42,5 | 32,3 | 80,4 | 2,0 | 1,1 | 0,4 | 0,3 | 8,3  |
| 2014-2015 | Calif. G. Bears | 23  | 21 | 28,2 | 43,8 | 36,9 | 76,5 | 3,3 | 1,7 | 0,5 | 0,4 | 10,5 |
| 2015-2016 | Calif. G. Bears | 33  | 22 | 26,8 | 46,1 | 40,9 | 67,4 | 3,3 | 0,9 | 0,5 | 0,3 | 10,4 |
| 2016-2017 | Calif. G. Bears | 27  | 25 | 32,0 | 44,0 | 36,5 | 76,4 | 4,7 | 1,0 | 0,7 | 0,2 | 14,3 |
| Carriera  | Carriera        | 114 | 80 | 26,4 | 44,2 | 37,1 | 75,3 | 3,3 | 1,2 | 0,5 | 0,3 | 10,8 |

### NBA

#### Regular Season
| Anno      | Squadra        | PG | PT | MP  | TC%  | 3P%  | TL%  | RP  | AP  | PRP | SP  | PP  |
| --------- | -------------- | -- | -- | --- | ---- | ---- | ---- | --- | --- | --- | --- | --- |
| 2017-2018 | Boston Celtics | 13 | 1  | 8,8 | 57,7 | 42,9 | 46,2 | 1,5 | 0,6 | 0,2 | 0,1 | 3,0 |
| Carriera  | Carriera       | 13 | 1  | 8,8 | 57,7 | 42,9 | 46,2 | 1,5 | 0,6 | 0,2 | 0,1 | 3,0 |

### G League
| Anno      | Squadra         | PG | PT | MP   | TC%  | 3P%  | TL%  | RP  | AP  | PRP | SP  | PP   |
| --------- | --------------- | -- | -- | ---- | ---- | ---- | ---- | --- | --- | --- | --- | ---- |
| 2017-2018 | Maine Red Claws | 20 | 20 | 35,2 | 51,8 | 32,5 | 59,7 | 5,7 | 2,7 | 1,4 | 0,5 | 19,3 |
| Carriera  | Carriera        | 20 | 20 | 35,2 | 51,8 | 32,5 | 59,7 | 5,7 | 2,7 | 1,4 | 0,5 | 19,3 |

## Problemi giudiziari
Nel 2018 ha ricevuto un'accusa di violenza domestica e sequestro di persona per cui successivamente è stato arrestato l'8 settembre dello stesso anno e successivamente rilasciato. La violenza non è stata occasionale e la sua ragazza aveva denunciato i fatti alle autorità. Per questo sua comportamento di Bird si è vagliato come causa dei problemi psichici del giocatore che avrebbe sofferto di attacchi di panico. Ha ricevuto anche un'accusa per corruzione di testimone.

## Palmarès
- McDonald's All-American Game (2013)

- Major Basketball League Malaysia: 1

Johor Tigers: 2024-2025